# Daniel Gerroll
Daniel Gerroll (Londra, 16 ottobre 1951) è un attore britannico.

## Biografia
Geroll nasce a Londra da Harry Gerroll, designer, e Kathleen Cordelia Norman, modella. Fa le sue prime apparizioni in televisione sia in Gran Bretagna che negli Stati Uniti. Trasferitosi a New York, ha vinto il Theatre World Award per le rappresentazioni teatrali The Slab Boys e Knuckle.
Ha recitato in famose serie televisive, tra cui Miami Vice, Burn Notice - Duro a morire, Seinfeld, Sex and the City, Law & Order - I due volti della giustizia. Il suo ruolo ad oggi più famoso è quello del mezzofondista Henry Stallard nel film Momenti di gloria.

### Vita privata
È sposato dal 1986 con l'attrice Patricia Kalember, dalla quale ha avuto tre figli.

## Filmografia parziale

### Cinema
- Momenti di gloria (Chariots of Fire), regia di Hugh Hudson (1981)
- 84 Charing Cross Road, regia di David Hugh Jones (1987)
- Un'idea geniale (Happy New Year), regia di John G. Avildsen (1987)
- Affari d'oro (Big Business), regia di Jim Abrahams (1988)
- Sulle orme del vento (A Far Off Place), regia di Mikael Salomon (1993)
- Il destino nel nome - The Namesake (The Namesake), regia di Mira Nair (2006)
- The Amazing Spider-Man 2 - Il potere di Electro (The Amazing Spider-Man 2), regia di Marc Webb (2014)
- Touched with Fire, regia di Paul Dalio (2015)
- Those People, regia di Joey Kuhn (2015)
- Custody, regia di James Lapine (2016)

### Televisione
- Seinfeld – serie TV, un episodio (1994)
- Sex and the City – serie TV, episodi 1x04-2x02 (1998-1999)
- The Good Wife – serie TV, un episodio (2010)
- Burn Notice - Duro a morire (Burn Notice) – serie TV, un episodio (2011)
- Daredevil - Rinascita (Daredevil: Born Again) – serie TV, 2 episodi (2025)

## Doppiatori italiani
Nelle versioni in italiano delle opere in cui ha recitato, Daniel Gerroll è stato doppiato da:
- Oliviero Dinelli in Cashmere Mafia, Partner Track, Daredevil - Rinascita
- Alessandro Spadorcia in Sulle orme del vento
- Massimo Giuliani in 84 Charing Cross Road
- Massimo Lodolo in Sisters
- Luca Biagini in Still Alice
- Romano Malaspina in Blue Bloods
- Mino Caprio in Burn Notice - Duro a morire
- Roberto Draghetti ne Il destino nel nome - The Namesake
- Roberto Accornero in Law & Order: Criminal Intent (ep. 1x06)
- Oliviero Corbetta in Law & Order: Criminal Intent (ep. 8x02)
- Saverio Moriones in Momenti di gloria